# Парламентские выборы в Норвегии (1936)
Парламентские выборы в Норвегии проходили 19 октября 1936 года. Результатом стала победа Рабочей партии, которая получила 70 из 150 мест в Стортинге.
5 апреля 1938 года Стортинг продлил срок полномочий парламента с трёх до четырёх лет. Изменение также включало Стортинг, избранный в 1936 году, поэтому он оставался у власти до 1940 года. Однако в результате последующей оккупации Норвегии в 1940 году нацистской Германией выборы в 1940 году не проводились и избранный Стортинг действовал до 1945 года.

## Избирательная система
Выборы проходили по пропорциональной избирательной системе с распределением мест парламента по методу Д’Ондта. 150 мест распределялись по 29 многомандатным округам, из которых 18 было сельских и 11 городских. Партии могли выставлять в отдельных округах объединённые партийные списки.

## Результаты
Консервативная партия и Левая либеральная партия продолжали свой союз, но в некоторых округах Левая либеральная партия выставила отдельные списки.
| Партия                                | Партия                                | Голоса    | %    | Места | +/- |
| ------------------------------------- | ------------------------------------- | --------- | ---- | ----- | --- |
|                                       | Рабочая партия                        | 618 616   | 42,5 | 70    | +1  |
|                                       | Консервативная партия                 | 310 324   | 21,3 | 36    | +6  |
|                                       | Либеральная партия                    | 232 784   | 16,0 | 23    | -1  |
|                                       | Фермерская партия                     | 168 038   | 11,5 | 18    | -5  |
|                                       | Общественная партия                   | 45 109    | 3,1  | 1     | 0   |
|                                       | Национальное единение                 | 26 577    | 1,8  | 0     | 0   |
|                                       | Христианская народная партия          | 19 612    | 1,3  | 2     | +1  |
|                                       | Левая либеральная партия              | 19 236    | 1,3  | 0     | -   |
|                                       | Радикальная народная партия           | 6 407     | 0,4  | 0     | -1  |
|                                       | Коммунистическая партия               | 4 376     | 0,3  | 0     | 0   |
|                                       | Прочие партии                         | 4 132     | 0,3  | 0     | -   |
|                                       | Прочие голоса                         | 27        | 0,0  | -     | -   |
| Недействительных/пустых бюллетеней    | Недействительных/пустых бюллетеней    | 8 230     | -    | -     | -   |
| Всего                                 | Всего                                 | 1 463 468 | 100  | 150   | 0   |
| Зарегистрированных избирателей / Явка | Зарегистрированных избирателей / Явка | 1 741 905 | 84,0 | -     | -   |
| Источники: Nohlen & Stöver            |                                       |           |      |       |     |